# فتاة من إسرائيل (فلم)
فتاة من إسرائيل فيلم مصري عرض سنة 1999 بطولة محمود ياسين، رغدة، خالد النبوي، حنان ترك، فاروق الفيشاوي ومن إخراج: إيهاب راضي. وهو أول فيلم يخرجه. وهو من أفلام عيد الأضحى 1419 هـ.

## نبذة
تدور قصة فيلم "فتاة من إسرائيل" حول مدرس التاريخ "عبد الغني" وزوجته "رتيبة" وابنهما "طارق"، الذي يلتقي في طابا عام 1989 مع مدرس الجامعة "يوسف" وابنته "ليزا" في نفس الفندق أثناء رحلة سياحية. يتبادل "طارق" الحب مع "ليزا" ويترك حبيبته "أمينة" ويدمن "وائل" صديق "طارق" المخدرات مع شاب إسرائيلي يدعى "ناعوم".
تكتشف أسرة "عبد الغني" أن "يوسف" و"ليزا" من إسرائيل، فتثور "رتيبة" وتتهم "طارق" أنه ينسى شقيقه "إيهاب" الذي استشهد في حرب 1967، لكن "طارق" يقرر الذهاب مع "ليزا" إلى إسرائيل، وخاصة بعد أن عرض عليه "يوسف" العمل هناك بعشرة آلاف دولار في الشهر. يحاول ابن عم ليزا اغتصاب "أمينة" وعندما ينقذها "وائل" يقتله ابن عم ليزا ويهرب، كما يتشاجر "عبد الغني" مع "يوسف" بعد رحيل "طارق" بالقارب، ولكن "طارق" يعود إلى مصر سباحة من منتصف الطريق، ويشعر "يوسف" بالهزيمة أمام "عبد الغني" و"رتيبة".

## أبطال الفيلم
- محمود ياسين
- رغدة
- خالد النبوي
- حنان ترك
- فاروق الفيشاوي
- مصطفى شعبان
- إنجي شرف
- أمل إبراهيم
- داليا حسين
- شريف عبد المنعم
- هادى الباجورى
- طارق النهرى
- مجدى كامل
- نهلة الخطيب
- ياره
- محمد متولى
- غسان مطر
- بهاء ثروت

## روابط خارجية
- فتاة من إسرائيل على موقع IMDb (الإنجليزية)
- فتاة من إسرائيل على موقع الدهليز
- فتاة من إسرائيل على موقع قاعدة بيانات الأفلام العربية
- فتاة من إسرائيل على موقع قاعدة بيانات الفيلم (الإنجليزية)
- فتاة من إسرائيل على موقع ليتربوكسد (الإنجليزية)